# Hoplandria lateralis
Hoplandria lateralis är en skalbaggsart som först beskrevs av Melsheimer 1844.  Hoplandria lateralis ingår i släktet Hoplandria och familjen kortvingar. Inga underarter finns listade i Catalogue of Life.